# Mas Trader
Mas Trader, o el Mas Trader, és una urbanització que pertany a Cubelles, al Garraf, creada al voltant d'una vella masia del mateix nom. Es troba al nord-oest de Cubelles, i n'està separada per l'autopista C-32.